# Embalse de Ayuela
El Embalse de Ayuela es un embalse situado en la subcuenca del río Ayuela dentro de la provincia de Cáceres, en el término municipal de Casas de Don Antonio. El embalse se dedica al riego.
Fue inaugurado en 1980 y es la segunda de la presas que regulan el curso del Ayuela, estando situada aguas abajo del embalse de Alcuéscar.